# Musée Bonnat-Helleu
Das Muśee Bonnat-Helleu ist das Kunstmuseum der Stadt Bayonne in den Pyrénées-Atlantiques. Das Museum besitzt eine große Anzahl an Werken von Léon Bonnat und Paul Helleu.
Es ist seit dem 11. April 2011 aufgrund von Vergrößerung und Modernisierung bis 2025 geschlossen. Nur die Dokumentationsabteilung und das Kupferstichkabinett bleiben für Studenten und Forscher zugänglich.

## Gebäude

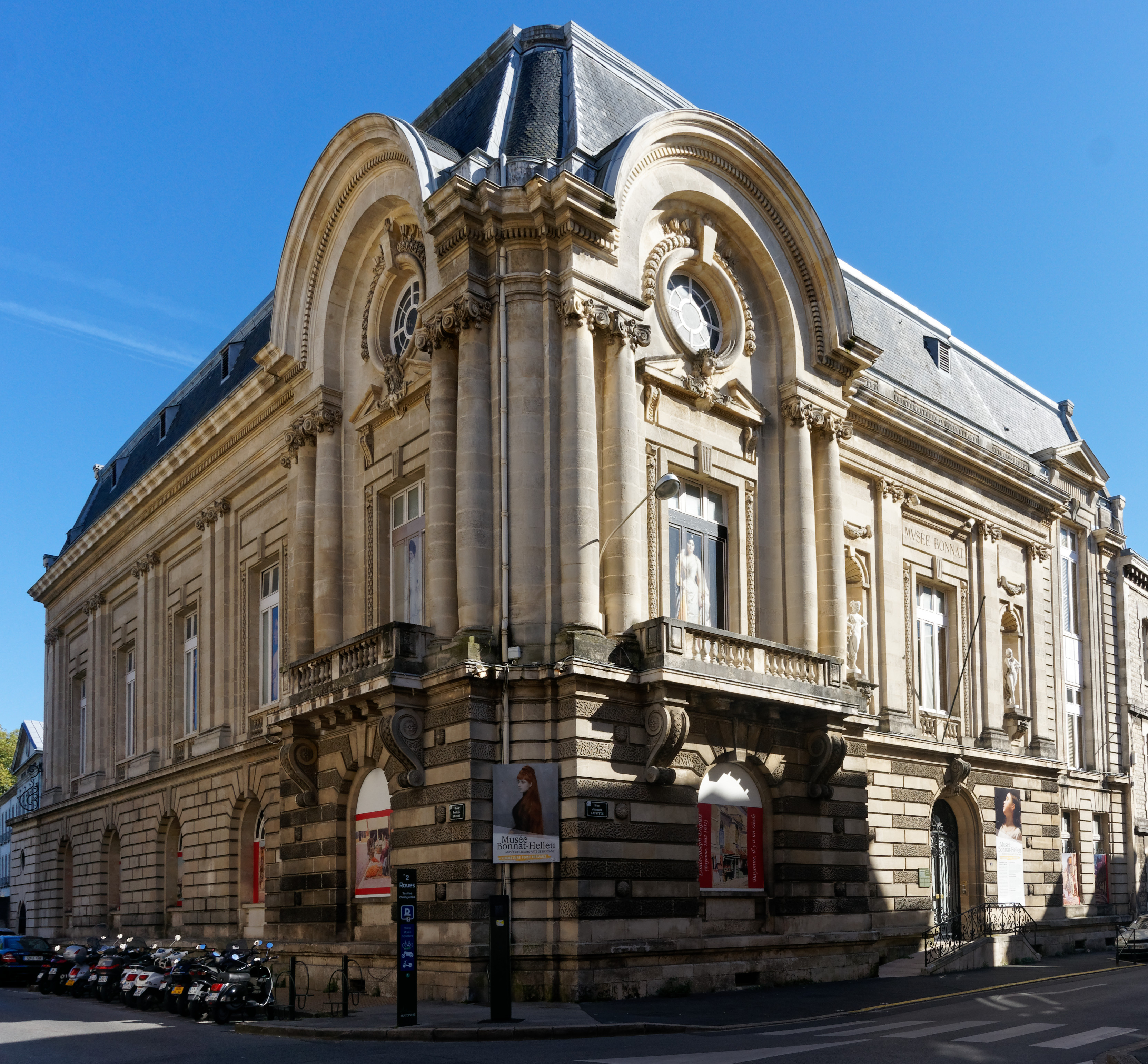
Das Gebäude des Musée Bonnat-Helleu in der Rue Jacques-Laffitte.

Das Gebäude wurde am Ende des 19. Jahrhunderts von dem Architekt Charles Planckaert, Mitglied der Académie française. Sein Neubau folgte auf den Großbrand, der das Rathaus von Bayonne im Dezember 1889 zerstörte, woraufhin ein großer Teil der städtischen Archive und der Sammlungen dabei verbrannten. Das Gebäude hatte ursprünglich eine vierfache Bestimmung: Archiv, Bibliothek, Museum für Malerei und (allgemeines) Museum. Eröffnet wurde es 1901. Der Grundstein wurde 1896 vom Bürgermeister Léo Pouzac gelegt. Es befindet sich im Stadtteil Petit Bayonne. Das Gebäude ist seit 1976 komplett dem Museum gewidmet. Bis 2011 hieß das Museum Muśee Léon Bonnat zu Ehren des Malers Léon Bonnat, der in Bayonne im Jahr 1833 geboren wurde. Ab 2011 ist der neue Name Musée Bonnat-Helleu, Musée des Beaux-Arts, da das Museum seit einigen Jahren einige der wichtigsten Werke von Paul Helleu dank seiner Tochter Paulette Howard-Johnston (1905–2009) besitzt.
Um den Umbau zu vereinfachen und die Grundfläche von 2000 auf 5000 m² zu vergrößern, wurde das Nachbargebäude der Grundschule des Stadtteils Petit Bayonne im Jahr 2016 in den Komplex integriert. Das Museum, dessen Wiedereröffnung nun für 2025 statt für 2021 vorgesehen ist, zeichnet sich aus durch eine Erweiterung der Fassade, einen erweiterten Rundgang in der alten Schule und deren Hof, einen neuen Servicebereich und Erneuerungen rund um den historischen Innenhof.

## Sammlung

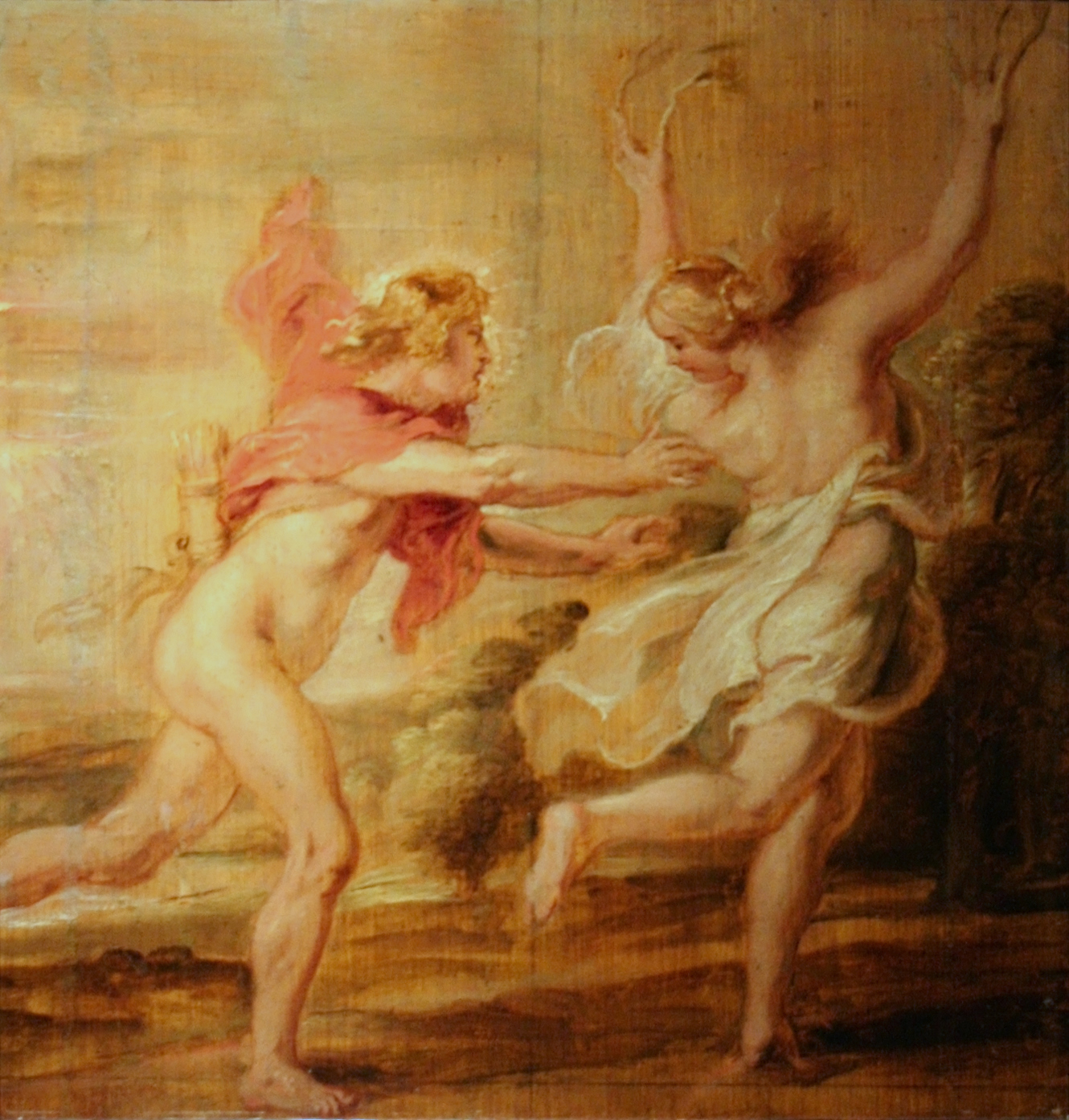
Apollon und Daphne von Rubens.

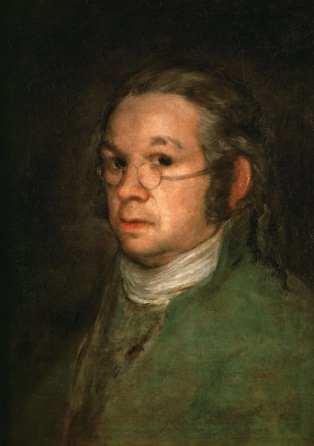
Selbstporträt von Goya.

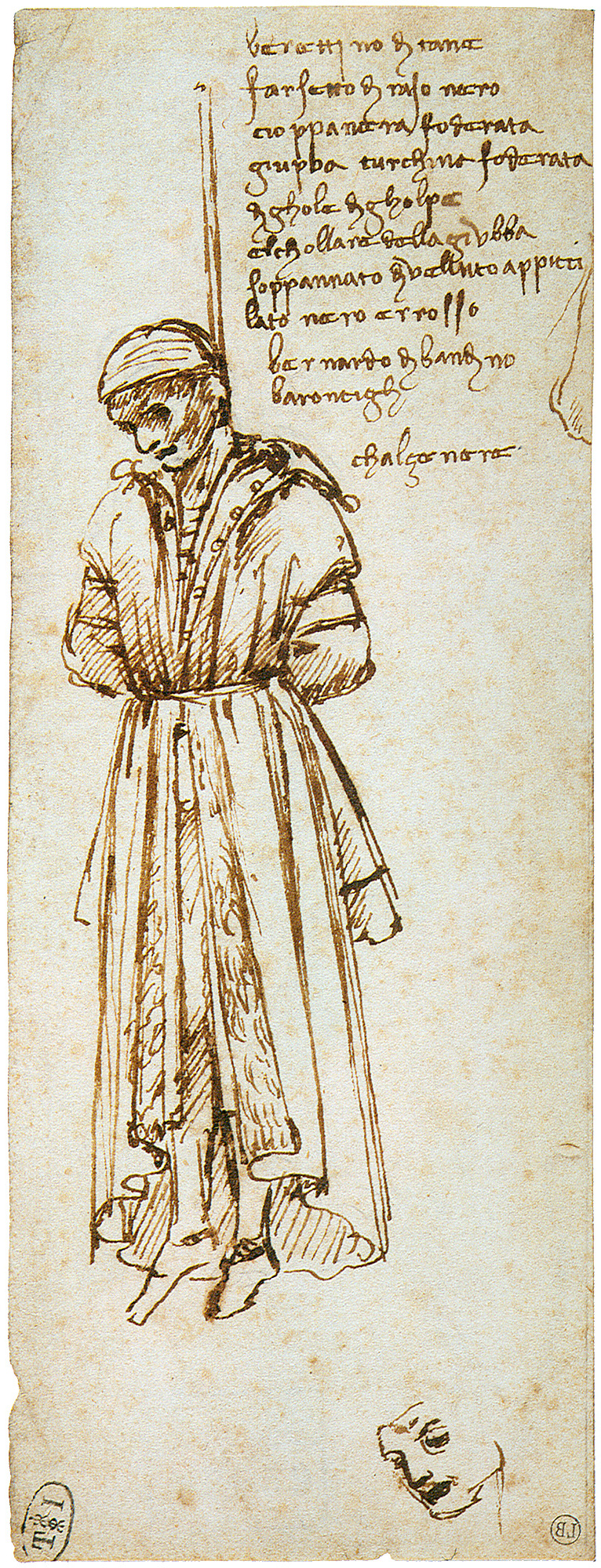
Die Hinrichtung des Bernardo Bandini Baroncelli von Leonardo da Vinci

Der Maler Léon Bonnat vermachte im Jahr 1891 eine Teil seines Werkes der Stadt. Hinzu kam eine bemerkenswerte Sammlung von Malereien, alten Zeichnungen und Skulpturen, die in einem Zeitraum von 1880 bis 1900 erworben wurde. Neben der Sammlung von Léon Bonnat, kamen andere Nachlässe in die Gründe des Museums:
- 1921 – Vermächtnis Derrecagaix: Eine Serie von Skizzen von Rubens.
- 1936 – Sammlung Antonin Personnaz: Die Impressionisten Lebourg, Guillaumin und der Nabi Maurice Denis.
- 1983–1984 – Ankauf von 30 Terrakotten aus der zweiten Hälfte des 18. Jahrhunderts (Pajou, Clodion), die aus der Sammlung Paul Callieux stammen.
- 1988 – Schenkung Paulette Howard Johnston: Drucke und Gemälde von Paul Helleu.
- 1992–1995 – Vermächtnis Petithory: Kunstobjekte, Bronzen, manieristische Gemälde, 186 italienische und französische Zeichnungen (u. a. Federico Barocci, Francesco Salviati, Charles Le Brun, François Lemoyne, Greuze).
- 2010 – Vermächtnis Howard-Johnston: mehr als 200 Werke (Malereien, Pastelle, Zeichnungen, Drucke) hauptsächlich von Paul Helleu, Kunstobjekte und Möbel.

Andere Persönlichkeiten wie der Baron Alphonse de Rothschild, Jules Labat, Henri Durand und Ernest Lafond schenkten dem Museum Kunstwerke.
Das Museum besitzt aktuell 7000 Kunstwerke, davon 3000 Zeichnungen und Drucke und 1200 Malereien.
Im Jahr 2021 kündigte die Stadt Bayonne an, dass sie eine Schenkung der Enkelin des amerikanischen Impressionisten William Samuel Horton (1865–1936) annimmt. Carlotta Edwina Gray Hadley vermachte dem Museum 31 Werke, davon waren 28 von ihrem Großvater und drei von Edward Le Bas, dem Bruder der Gattin eines Sohnes von William Samuel Horton. Die meisten Werke sind Landschaften. Zusätzlich schenkte die Enkelin dem Museum 469 Zeichnungen, die Horton auf seinen europäischen Reisen anfertigte.
Das Museum besitzt Malereien aller europäischer Schulen seit dem 14. Jahrhundert. Spanien mit der Nähe zu Bayonne ist darunter mit El Greco (Heiliger Hieronymus, Porträt des Herzogs von Benavente), José de Ribera, Bartolomé Esteban Murillo, Alonso Cano und Francisco de Goya (darunter ein Selbstporträt). Die Niederländer sind durch Skizzen von Peter Paul Rubens, Gemälden von Anthonis van Dyck, aus dem Umkreis von Rembrandt, Frans Hals, David Teniers dem Jüngeren, Paulus Potter, Jan Fyt und Gerard de Lairesse vertreten. Aus Italien gibt es dort Werke von Maso di Banco, Bernardo Daddi, Filippo Lippi, Dosso Dossi, Sassoferrato und Giambattista Tiepolo. Aus der englischen Schule befinden sich Werke in der Sammlung von Joshua Reynolds, Henry Raeburn, Thomas Lawrence und John Constable. Außerdem ist ein Werk von Anton Raphael Mengs vorhanden. Alte französische Malereien sind von Corneille de Lyon, Simon Vouet und Charles Le Brun präsent, wenngleich das Hauptaugenmerk auf dem 19. Jahrhundert liegt (Boudin, Caillebotte, Corot, Courbet, David, Degas, Delacroix, Maurice Denis, Hippolyte Flandrin, Géricault, Girodet, Armand Guillaumin, Ingres, Albert Lebourg, Puvis de Chavannes, Tony Robert-Fleury, Soumy und Bonnat).
Das Museum beherbergt einige bedeutende Skulpturen von Antoine-Louis Barye, Alexandre Falguière, Antonin Carlès, Pierre Julien. Außerdem Marienstatuen von dem Meister von Rieux aus der Marienkapelle des Franziskanerklosters in Toulouse.
Die Zeichnungssammlung ist mit 3500 Werken relativ bedeutend in Frankreich. Es sind französische Werke von Claude Lorrain, Pierre Puget, Charles Le Brun, Jean-Honoré Fragonard, François Boucher, Antoine Watteau, Jean-Baptiste Greuze, Hubert Robert, Ingres, Jacques-Louis David, Théodore Géricault, Delacroix und Puvis de Chavannes vorhanden, außerdem Blätter von Albrecht Dürer, Rembrandt und Goya. Schließlich von den italienischen Künstlern Pisanello, Perugino, Ghirlandaio, Leonardo da Vinci, Lorenzo di Credi, Bellini, Botticelli, Raphael, Michelangelo, Giulio Romano, Tizian, Parmigianino, Correggio, Primaticcio, Polidoro da Caravaggio, Veronese, Federico Barocci, Carracci, Guercino, Pietro da Cortona, Francesco Guardi und Piranesi besitzt das Museum einige Werke.

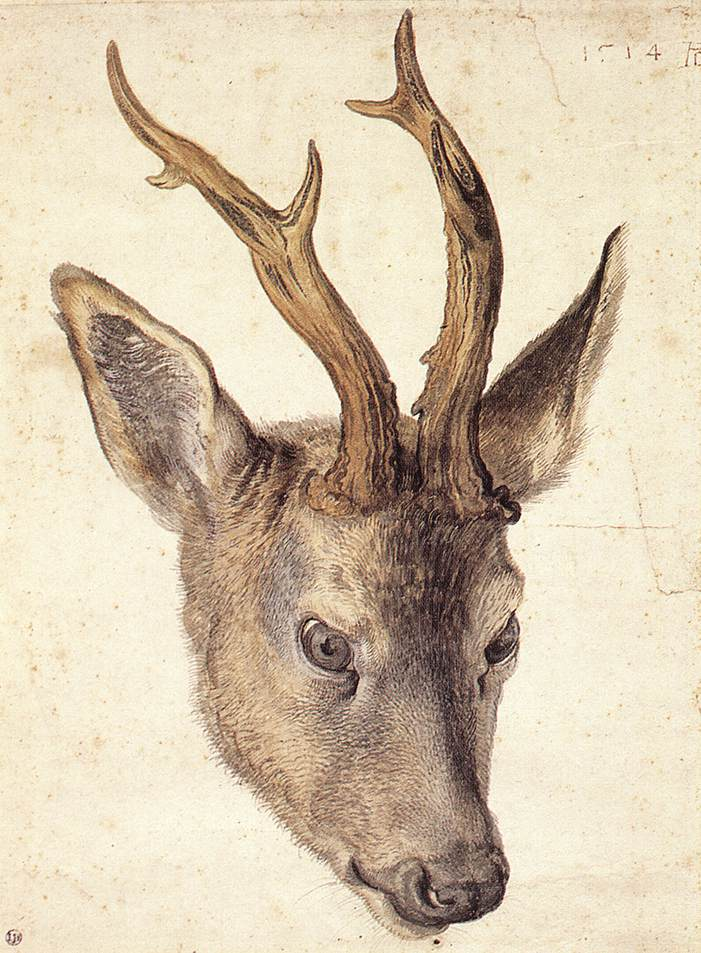
Albrecht Dürer, Kopf eines Rehbocks, um 1503, Aquarell.
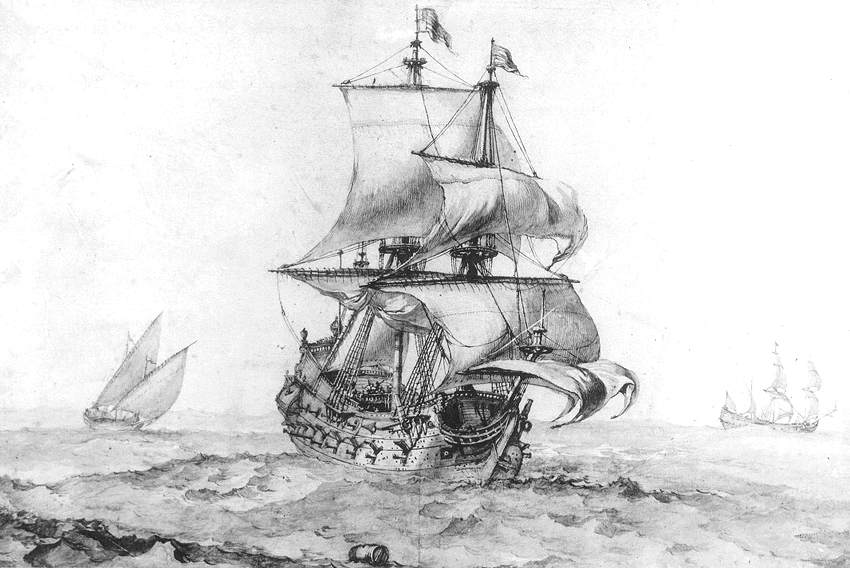
Pierre Puget, Großes Kriegsschiff, um 1670.
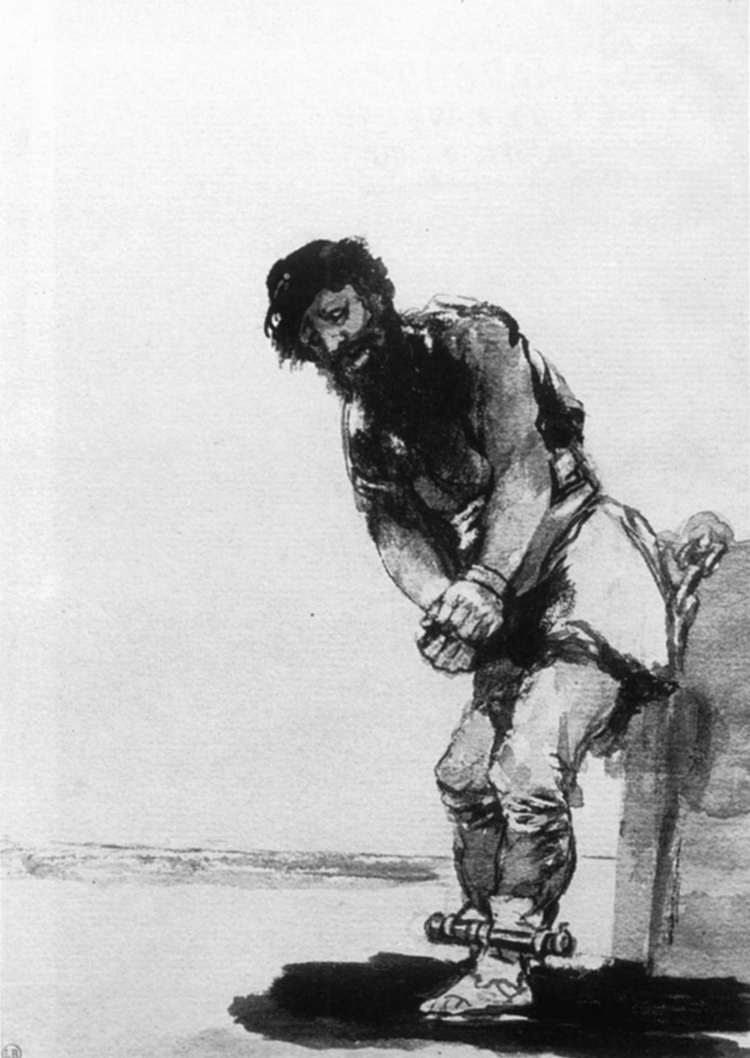
Francisco de Goya, Angeketteter Gefangener, zwischen 1806 und 1812, Tinte.
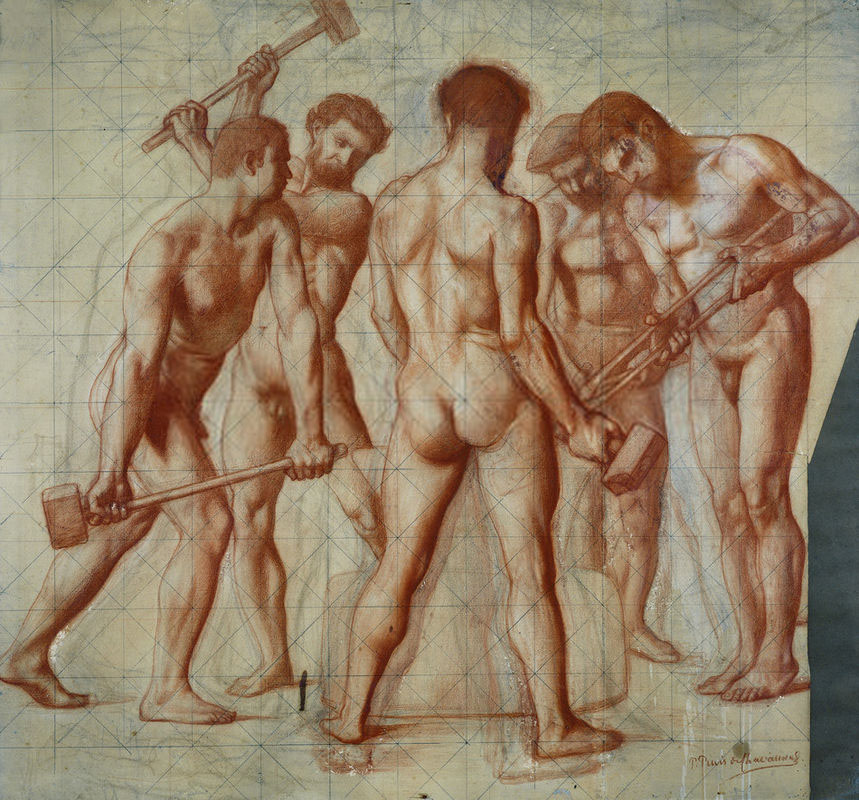
Pierre Puvis de Chavannes, Die Schmiede, Studie für eine Allegorie der Arbeit, rote Kreide auf Papier.